# Muslimska världen

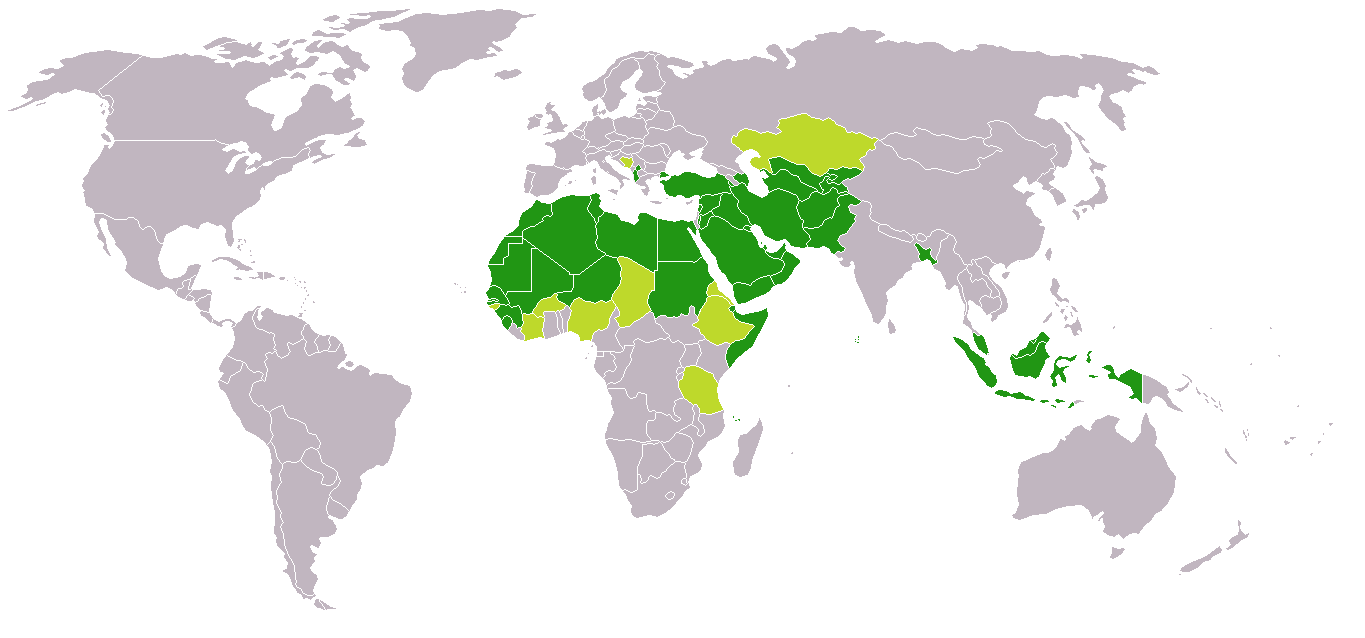
Nationer med en majoritet muslimer, nationer som har runt 50% av muslimska invånare i gult.

Muslimska världen, eller islamiska världen, är ett västerländskt begrepp som har två huvudsakliga betydelser. I ett kulturellt sammanhang används begreppet om den världsomfattande gemenskapen av alla tillhörande religionen islam, umma. I ett politiskt och historiskt sammanhang är den muslimska världen en samlande beteckning för länder dominerade av islam. 